# Lago di Lacanau
Il lago di Lacanau o stagno di Lacanau (in francese lac de Lacanau o étang de Lacanau) è un lago francese che si trova nel comune del Lacanau, nel dipartimento della Gironda e nella regione della Nuova-Aquitania, nelle Landes du Médoc.
Con una superficie di 1 985 ha, lo stagno di Lacanau fa parte dei grandi laghi delle Landes. Mediante il canal des Étangs, comunica, al nord, con il lago d'Hourtin e di Carcans e al sud con il bacino d'Arcachon.

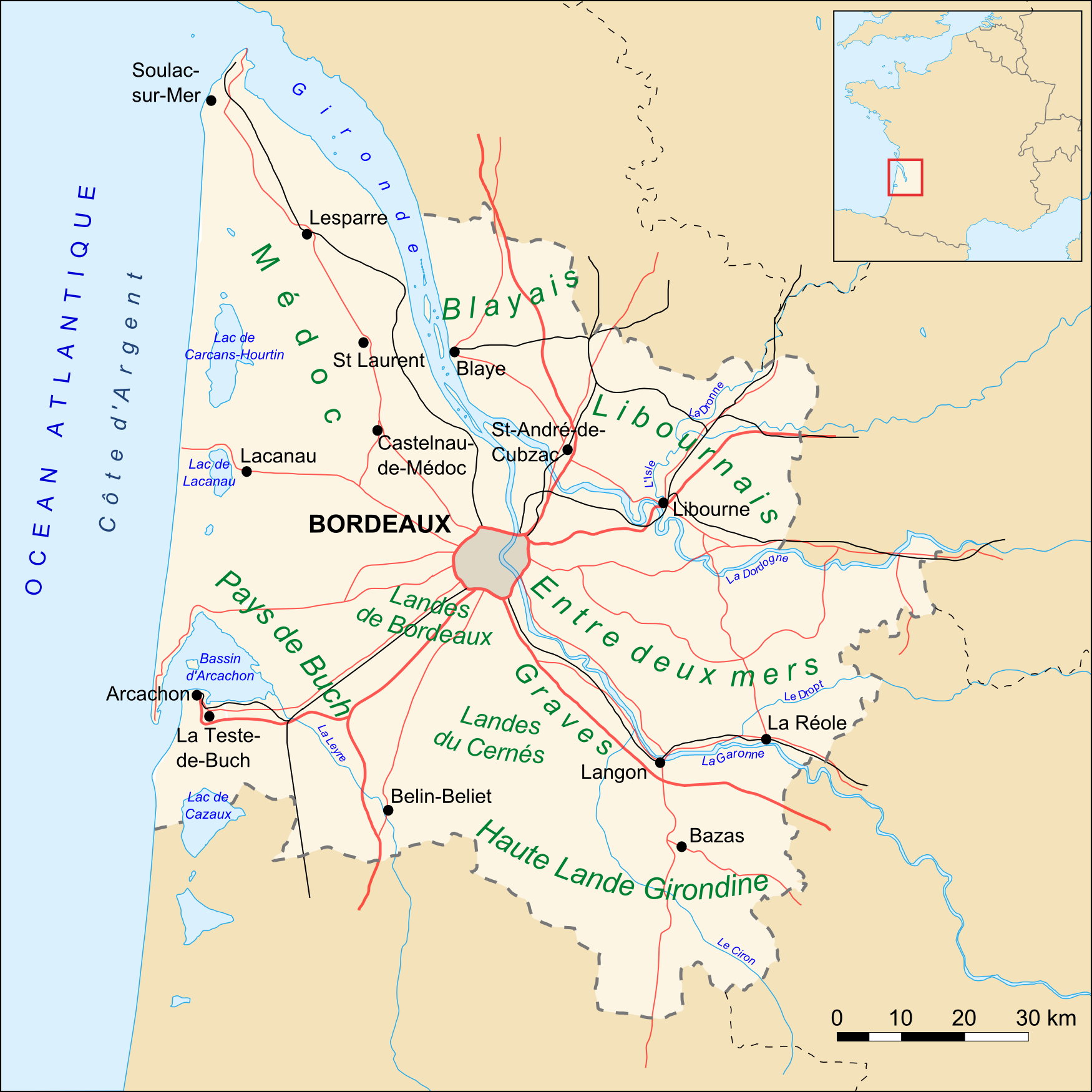
Il lago di Lacanau in Gironda, ad ovest nella mappa

## Formazione dello stagno
Nell'antichità, gli stagni del Médoc avevano la loro foce nell'oceano, la quale si è progressivamente otturata per via delle alluvioni della Gironda, portate da una corrente marina nord-sud, lungo tutto il litorale. 
Gli stagni d'Hourtin e Lacanau si sono riuniti in un unico lago, quello di Sainte-Hélène-de-l'Étang, a Lège. Sulla riva est sono stati costruiti alcuni villaggi di pescatori.
Tra il 1859 e il 1871, i lavori di drenaggio e la costruzione del canal des Étangs hanno contribuito all'abbassamento del livello dell'acqua, così come ci appare nello stato attuale.

## Attività
Nell'ambiente naturale della foresta delle Landes, il tour del lago propone sia attività di svago sia attività nautiche (windsurf, canoa-kayak, sci nautico, pedalò, vela...), escursionismo a piedi, oltre alla pesca (anguille, persici...).

## Insediamento dell'uomo
A partire dal XVIII secolo, la pesca è l'attività principale degli abitanti.
Durante la prima guerra mondiale, gli americani scelgono il lago di Lacanau per installarvi una base navale di idrovolanti.

## Salvaguardia
Dal 1967, il lago di Lacanau fa parte dell'area protetta degli Stagni della Gironda ed il suo specchio d'acqua è stato dichiarato area protetta dal 1968.
Sulla sponda est dello stagno, la riserva biologica gestita da «Vire Vieille, Vignotte e Batejin», coprendo una superficie di 214 ha, protegge le zone umide dal 2014. La riserva nasce dall'aggregazione di tre proprietà appartenenti al Conservatoire du littoral, al dipartimento della Gironda e allo Stato. La riserva è amministrata dall'ONF. Attraverso la foresta umida e la palude, è stato realizzato un sentiero pedagogico di scoperta nel sito di «La Berle». Il sentiero conduce al lago tramite un osservatorio e una tabella di lettura. Un opuscolo, destinato al pubblico, descrive tale sentiero. 
Alcuni fossi di drenaggio sfociano nello stagno seguendo un canale relativamente rettilineo, mentre altri danno vita a una sorta di zone del delta, che ospitano una grande ricchezza ecologica e una forte diversità ittica. Ma queste distese d'acqua sono minacciate dall'eutrofizzazione.